# Maurice aux Jeux olympiques d'été de 2024
Maurice participe aux Jeux olympiques de 2024 à Paris en France. Il s'agit de sa 11e participation à des Jeux d'été.
Le triathlète Jean Gael Laurent L'Entete et la coureuse cycliste Aurélie Halbwachs sont les porte-drapeaux de la délégation mauricienne.

## Nombre d’athlètes qualifiés par sport
Voici la liste des qualifiés et sélectionnés mauriciens par sport (remplaçants compris) :
| Sport      | Hommes | Femmes | Total |
| ---------- | ------ | ------ | ----- |
| Athlétisme | 1      | 1      | 2     |
| Badminton  | 1      | 1      | 2     |
| Cyclisme   | 1      | 2      | 3     |
| Judo       | 1      | 0      | 1     |
| Natation   | 1      | 1      | 2     |
| Triathlon  | 1      | 0      | 1     |
| Voile      | 1      | 1      | 2     |
| Total      | 7      | 6      | 13    |

## Résultats

### Athlétisme

#### Hommes
| Athlète(s) | Épreuve | Premier tour (ou tour préliminaire) | Premier tour (ou tour préliminaire) | Repêchage (ou premier tour) | Repêchage (ou premier tour) | Demi-finale | Demi-finale | Finale  | Finale  |
| Athlète(s) | Épreuve | Temps                               | Rang                                | Temps                       | Rang                        | Temps       | Rang        | Temps   | Rang    |
| ---------- | ------- | ----------------------------------- | ----------------------------------- | --------------------------- | --------------------------- | ----------- | ----------- | ------- | ------- |
| Noa Bibi   | 100 m   | 12 s 27                             | 1er                                 | 10 s 19                     | 6e                          | Éliminé     | Éliminé     | Éliminé | Éliminé |

#### Femmes
| Athlète(s)    | Épreuve  | Premier tour (ou tour préliminaire) | Premier tour (ou tour préliminaire) | Repêchage (ou premier tour) | Repêchage (ou premier tour) | Demi-finale | Demi-finale | Finale             | Finale |
| Athlète(s)    | Épreuve  | Temps                               | Rang                                | Temps                       | Rang                        | Temps       | Rang        | Temps              | Rang   |
| ------------- | -------- | ----------------------------------- | ----------------------------------- | --------------------------- | --------------------------- | ----------- | ----------- | ------------------ | ------ |
| Marie Perrier | Marathon | Non disputé                         | Non disputé                         | Non disputé                 | Non disputé                 | Non disputé | Non disputé | 2 h 34 min 56 s SB | 54e    |

### Badminton
| Athlète(s)    | Compétition   | Phase de groupes         | Phase de groupes       | Phase de groupes    | Phase de groupes | 8e de finale        | Quarts de finale    | Demi-finale         | Finale / 3e place   | Finale / 3e place |
| Athlète(s)    | Compétition   | Adversaire Résultat      | Adversaire Résultat    | Adversaire Résultat | Rang             | Adversaire Résultat | Adversaire Résultat | Adversaire Résultat | Adversaire Résultat | Rang              |
| ------------- | ------------- | ------------------------ | ---------------------- | ------------------- | ---------------- | ------------------- | ------------------- | ------------------- | ------------------- | ----------------- |
| Julien Paul   | Simple hommes | Vitidsarn D 9-21, 12-21  | Koljonen D 5-21, 11-21 | Non disputé         | 3e du gr. C      | Éliminé             | Éliminé             | Éliminé             | Éliminé             | Éliminé           |
| Kate Foo Kune | Simple dames  | Yavarivafa V 21-5, 21-11 | Yeo D 12-21, 6-21      | Non disputé         | 2e du gr. I      | Éliminée            | Éliminée            | Éliminée            | Éliminée            | Éliminée          |

### Cyclisme

#### Route
| Athlète            | Compétition     | Temps | Rang |
| ------------------ | --------------- | ----- | ---- |
| Christopher Lagane | Course en ligne | NPT   | NPT  |

| Athlète                      | Compétition     | Temps | Rang |
| ---------------------------- | --------------- | ----- | ---- |
| Kimberley Le Court de Billot | Course en ligne | NPT   | NPT  |

#### VTT
| Athlète           | Compétition | Temps | Rang |
| ----------------- | ----------- | ----- | ---- |
| Aurélie Halbwachs | Femmes      | NPT   | NPT  |

### Judo
| Athlète       | Catégorie      | 16e de finale       | 8e de finale        | Quart de finale     | Demi-finale         | Repêchage           | Finale / CB         | Rang |
| Athlète       | Catégorie      | Adversaire Résultat | Adversaire Résultat | Adversaire Résultat | Adversaire Résultat | Adversaire Résultat | Adversaire Résultat | Rang |
| ------------- | -------------- | ------------------- | ------------------- | ------------------- | ------------------- | ------------------- | ------------------- | ---- |
| Rémi Feuillet | Moins de 90 kg | Kaljulaid D 00 - 10 | Éliminé             | Éliminé             | Éliminé             | Éliminé             | Éliminé             | 17e  |

### Natation
| Athlète(s)    | Épreuve          | Séries  | Séries | Demi-finale | Demi-finale | Finale  | Finale  |
| Athlète(s)    | Épreuve          | Temps   | Rang   | Temps       | Rang        | Temps   | Rang    |
| ------------- | ---------------- | ------- | ------ | ----------- | ----------- | ------- | ------- |
| Ovesh Purahoo | 100 m nage libre | 52 s 22 | 60e    | Éliminé     | Éliminé     | Éliminé | Éliminé |

| Athlète(s)      | Épreuve   | Séries        | Séries | Demi-finale | Demi-finale | Finale   | Finale   |
| Athlète(s)      | Épreuve   | Temps         | Rang   | Temps       | Rang        | Temps    | Rang     |
| --------------- | --------- | ------------- | ------ | ----------- | ----------- | -------- | -------- |
| Anishta Teeluck | 200 m dos | 2 min 18 s 67 | 27e    | Éliminée    | Éliminée    | Éliminée | Éliminée |

### Triathlon
| Athlète                    | Compétition | Natation (1,5 km) | Transition 1 | Vélo (40 km) | Transition 2 | Course (10 km) | Temps | Rang |
| -------------------------- | ----------- | ----------------- | ------------ | ------------ | ------------ | -------------- | ----- | ---- |
| Jean Gaël Laurent L'Entete | Hommes      | 25 min 10 s       | 53 s         | LAP          | LAP          | LAP            | LAP   | LAP  |

### Voile
Nota : le résultat barré est le plus mauvais de l’athlète concerné. Il n’est pas pris en compte dans le total.
| Athlète          | Compétition  | Régates | Régates | Régates | Régates | Régates | Régates | Régates | Régates | Régates | Régates | Régates | Régates | Régates | Total net | Rang |
| Athlète          | Compétition  | 1       | 2       | 3       | 4       | 5       | 6       | 7       | 8       | 9       | 10      | 11      | 12      | CM      | Total net | Rang |
| ---------------- | ------------ | ------- | ------- | ------- | ------- | ------- | ------- | ------- | ------- | ------- | ------- | ------- | ------- | ------- | --------- | ---- |
| Jean de Falbaire | Formula Kite | 17      | 15      | 15      | 21      | 21      | 15      | 16      | Annulé  | Annulé  | Annulé  | Annulé  | Annulé  | EL      | 78        | 19e  |

| Athlète       | Compétition  | Régates | Régates | Régates | Régates | Régates | Régates | Régates | Régates | Régates | Régates | Régates | Régates | Régates | Total net | Rang |
| Athlète       | Compétition  | 1       | 2       | 3       | 4       | 5       | 6       | 7       | 8       | 9       | 10      | 11      | 12      | CM      | Total net | Rang |
| ------------- | ------------ | ------- | ------- | ------- | ------- | ------- | ------- | ------- | ------- | ------- | ------- | ------- | ------- | ------- | --------- | ---- |
| Julie Paturau | Formula Kite | 18      | 17      | 17      | 21      | DNC     | DNS     | Annulé  | Annulé  | Annulé  | Annulé  | Annulé  | Annulé  | EL      | 52        | 20e  |